# Karl Horst Schmidt
Pour les articles homonymes, voir Schmidt.
 (mars 2022).
La mise en forme du texte ne suit pas les recommandations de Wikipédia : il faut le « wikifier ».
Les points d'amélioration suivants sont les cas les plus fréquents. Le détail des points à revoir est peut-être précisé sur la page de discussion.
- Les titres sont pré-formatés par le logiciel. Ils ne sont ni en capitales, ni en gras.
- Le texte ne doit pas être écrit en capitales (les noms de famille non plus), ni en gras, ni en italique, ni en « petit »…
- Le gras n'est utilisé que pour surligner le titre de l'article dans l'introduction, une seule fois.
- L'italique est rarement utilisé : mots en langue étrangère, titres d'œuvres, noms de bateaux, etc.
- Les citations ne sont pas en italique mais en corps de texte normal. Elles sont entourées par des guillemets français : « et ».
- Les listes à puces sont à éviter, des paragraphes rédigés étant largement préférés. Les tableaux sont à réserver à la présentation de données structurées (résultats, etc.).
- Les appels de note de bas de page (petits chiffres en exposant, introduits par l'outil «  Source ») sont à placer entre la fin de phrase et le point final[comme ça].
- Les liens internes (vers d'autres articles de Wikipédia) sont à choisir avec parcimonie. Créez des liens vers des articles approfondissant le sujet. Les termes génériques sans rapport avec le sujet sont à éviter, ainsi que les répétitions de liens vers un même terme.
- Les liens externes sont à placer uniquement dans une section « Liens externes », à la fin de l'article. Ces liens sont à choisir avec parcimonie suivant les règles définies. Si un lien sert de source à l'article, son insertion dans le texte est à faire par les notes de bas de page.
- La présentation des références doit suivre les conventions bibliographiques. Il est recommandé d'utiliser les modèles {{Ouvrage}}, {{Chapitre}}, {{Article}}, {{Lien web}} et/ou {{Bibliographie}}. Le mode d'édition visuel peut mettre en forme automatiquement les références.
- Insérer une infobox (cadre d'informations à droite) n'est pas obligatoire pour parachever la mise en page.

Pour une aide détaillée, merci de consulter Aide:Wikification.
Si vous pensez que ces points ont été résolus, vous pouvez retirer ce bandeau et améliorer la mise en forme d'un autre article.
 (mars 2022).
Si vous disposez d'ouvrages ou d'articles de référence ou si vous connaissez des sites web de qualité traitant du thème abordé ici, merci de compléter l'article en donnant les références utiles à sa vérifiabilité et en les liant à la section « Notes et références ».
Karl Horst Schmidt (31 mai 1929 à Dessau - 29 octobre 2012 à Bonn) était un linguiste, celtologue et caucasologue allemand.

## Biographie
Karl Horst Schmidt, fils du professeur de lycée Willy Schmidt et de Katharina née Bähhrendt, est diplômé du Goethe-Gymnasium de Dessau en 1948, puis se consacre à l'étude de la linguistique à Berlin, Cologne, Bonn, Dublin et Munich, notamment sous la direction de Gerhard Deeters, Rudolf Hertz, Ferdinand Sommer et Leo Weisgerber, qu'il complète en 1954 par l'obtention d'un doctorat.
En 1960, Karl Horst Schmidt obtient le titre de chargé de cours privé en linguistique comparée à Bonn. En 1964, il rejoint l'université de Münster en tant que professeur associé. Deux ans plus tard, il accepte la chaire de linguistique générale et comparée de l'Université de la Ruhr à Bochum, où il est doyen du département de philologie. En 1974, Karl Horst Schmidt change de chaire, occupant dorénavant celle de linguistique comparée de l'Université de Bonn, qu'il occupe jusqu'à sa retraite en 1994.
Schmidt, qui après la mort de Julius Pokorny en 1970 avec Heinrich Wagner a repris la publication de la revue de philologie celtique, qu'il a poursuivie avec plusieurs coéditeurs jusqu'en 2008, reçoit des doctorats honorifiques de l'Université d'État de Tbilissi et de l'Université nationale d'Irlande à Cork. Les recherches de Schmidt portent sur l'histoire et la typologie des langues celtiques, indo-européennes et caucasiennes.

## Publications
- Die Komposition in gallischen Personennamen, Niemeyer, Tübingen, 1957
- Studien zur Rekonstruktion des Lautstandes der südkaukasischen Grundsprache, Deutsche Morgenländische Gesellschaft, Mayence, 1962
- Die festlandkeltischen Sprachen, Institut de linguistique de l'Université d'Innsbruck, Innsbruck, 1977
- Kaukasische Typologie als Hilfsmittel für die Rekonstruktion des Vorindogermanischen : [Conférence donnée à Chicago, Berkeley, Los Angeles, Bonn, Ratisbonne, Munich et Innsbruck], Département de linguistique, Université d'Innsbruck, Innsbruck, 1983
- Indo-européen et celtique : Colloque de la Société Indo-européenne les 16 et 17 Février 1976 à Bonn ; Conférences / avec la participation de Rolf Ködderitzsch, Reichert, Wiesbaden, 1977
- Histoire et culture des Celtes : Conférence préparatoire, 25 – 28 Octobre 1982 à Bonn ; Conférences / avec la participation de Rolf Ködderitzsch, Hiver, Heidelberg, 1986

## Littérature
- Werner Schuder (éd. ): Kürschners Deutscher Gelehrten-Kalender . Tome 3. 13. Édition, De Gruyter, Berlin/New York 1980,  (ISBN 3110074346), pages 3435, 3436.
- August Ludwig Degener, Walter Habel : Wer ist wer? Das deutsche Who's who, Volume 40, Verlag Schmidt-Römhild, 2001,  (ISBN 3795020328) ou  (ISBN 9783795020323) . Page 1248.
- Encyclopédie Brockhaus, 21. édition , Tome 24. Institut bibliographique & FA Brockhaus, Mannheim septembre 2006,  (ISBN 3-7653-4145-2), page 362.